# Patty Loverock
Patricia Elaine „Patty” Loverock (ur. 21 lutego 1953 w Vancouver) – kanadyjska lekkoatletka, sprinterka, medalistka igrzysk panamerykańskich i igrzysk Wspólnoty Narodów, olimpijka.
Zdobyła brązowy medal w sztafecie 4 × 100 metrów (w składzie: Joan Hendry, Joyce Sadowick, Loverock i Stephanie Berto) oraz odpadła w półfinałach biegu na 100 metrów i biegu na 200 metrów na igrzyskach Brytyjskiej Wspólnoty Narodów w 1970 w Edynburgu. Na igrzyskach panamerykańskich w 1971 w Cali zajęła 4. miejsce w sztafecie 4 × 100 metrów i 8. miejsce w biegu na 200 metrów, a w biegu na 100 metrów odpadła w eliminacjach. Zajęła 4. miejsce w sztafecie 4 × 100 metrów. 8. miejsce w biegu na 200 metrów i odpadła w półfinale biegu na 100 metrów na igrzyskach Brytyjskiej Wspólnoty Narodów w 1974 w Christchurch.
Zdobyła srebrny medal w biegu na 100 metrów i brązowy medal w sztafecie 4 × 100 metrów (w składzie: Marjorie Bailey, Loverock, Joanne McTaggart i Joyce Yakubowich) na igrzyskach panamerykańskich w 1975 w Meksyku. Na uniwersjadzie w 1975 w Rzymie zdobyła brązowy medal w biegu na 100  metrów. Zajęła 4. miejsce w sztafecie 4 × 100 metrów i odpadła w półfinałach biegów na 100 metrów i na 200 metrów na igrzyskach olimpijskich w 1976 w Montrealu. Startując w reprezentacji Ameryk zajęła 4. miejsce w sztafecie 4 × 100 metrów (wraz z Jamajkami Leleith Hodges i Jacqueline Pusey oraz Kubanką Silvią Chivás) w zawodach pucharu świata w 1977 w Düsseldorfie.
Zdobyła srebrny medal w sztafecie 4 × 100 metrów (w składzie: Angela Bailey, Margaret Howe, Marjorie Bailey i Loverock) oraz zajęła 6. miejsce w biegu na 100 metrów i 7. miejsce w biegu na 200 metrów na igrzyskach Wspólnoty Narodów w 1978 w Edmonton.
Loverock zdobyła również dwa medale w sztafecie 4 × 100 metrów na igrzyskach Konferencji Pacyfiku: srebrny w 1973 i brązowy w 1977.
W 1978 w College Park ustanowiła halowy rekord świata w biegu na 60 jardów czasem 6,78 s.
Była mistrzynią Kanady w biegu na 100 metrów w 1970, 1972, 1975, 1976 i 1978 oraz w biegu na 200 metrów w 1970, 1973, 1976 i 1978.
Była kilkukrotną rekordzistką Kanady w biegu na 100 metrów do czasu 11,1 s (pomiar ręczny, 16 maja 1976 w Irvine) i 11,34 s (pomiar automatyczny, 8 października 1978 w Montrealu), w biegu na 200 metrów do czasu 22,6 s (pomiar ręczny, 30 maja 1976 w Quebecu) i 23,03 s (pomiar automatyczny, 26 lipca 1976 w Montrealu) oraz w sztafecie 4 × 100 metrów do wyniku 43,17 s (30 lipca 1976 w Montrealu).